# گلیکوزیلاسیون

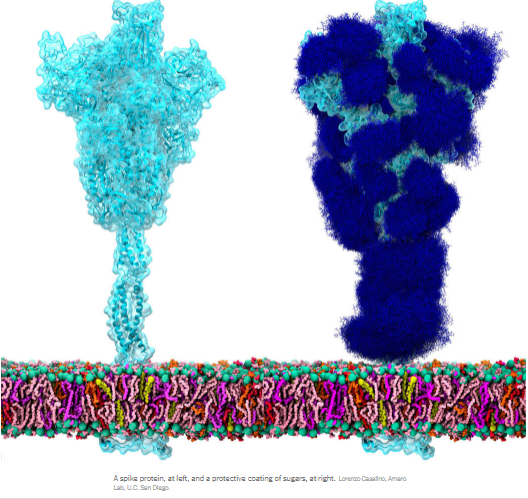
تصویر یک پروتئین متصل به غشا گلیکوزیله شده.

گلیکوزیلاسیون واکنشی است که طی آن یک کربوهیدرات، یعنی یک اهداکننده گلیکوزیل، به یک هیدروکسیل یا گروه دیگری از مولکول‌های در حال کار که گیرنده گلیکوزیل هستند، متصل می‌شود. در زیست‌شناسی گلیکوزیلاسیون عمدتاً به فرایندی آنزیمی اشاره دارد که طی آن گلیکانها به گلیکوپروتئینها، گلیکولیپیدها یا دیگر گلیکوزیدها متصل می‌شوند. این فرایند آنزیمی یکی از زیست بسپارهای بنیادین در سلول‌هاست (به همراه دی‌ان‌ای، آران‌ای و پروتئین). 